# Cleveland City Stars
Cleveland City Stars is een voormalig Amerikaanse voetbalclub uit Cleveland, Ohio.

## Geschiedenis
De club werd in 2006 opgericht en speelde in 2007 mee in de USL Second Division, de derde klasse in Amerika.
De club was al meteen succesvol door de eerste negen wedstrijden ongeslagen te blijven. Op de tiende speeldag verloor de club van de Charlotte Eagles. Aan het einde van het reguliere seizoen was de club thuis ongeslagen en tweede in de rangschikking. In de play-offs bereikte de club de finale, die het verloor van de Harrisburg City Islanders.
In 2008 bleef de club thuis ongeslagen en werd derde in de stand. In de play-offs werden de Western Mass Pioneers en Richmond Kickers verslagen alvorens de Charlotte Eagles in de finale opzij gezet werden. Cleveland werd kampioen. Hoewel er geen rechtstreekse promotie is naar de USL First Division besloot de club op 4 december om zich in te schrijven voor het seizoen 2009 in de First Division.
Aan het eind van het seizoen in 2009 werd de club opgeheven.